# فهرست فرودگاه‌های ناحیه خلیج تامپا

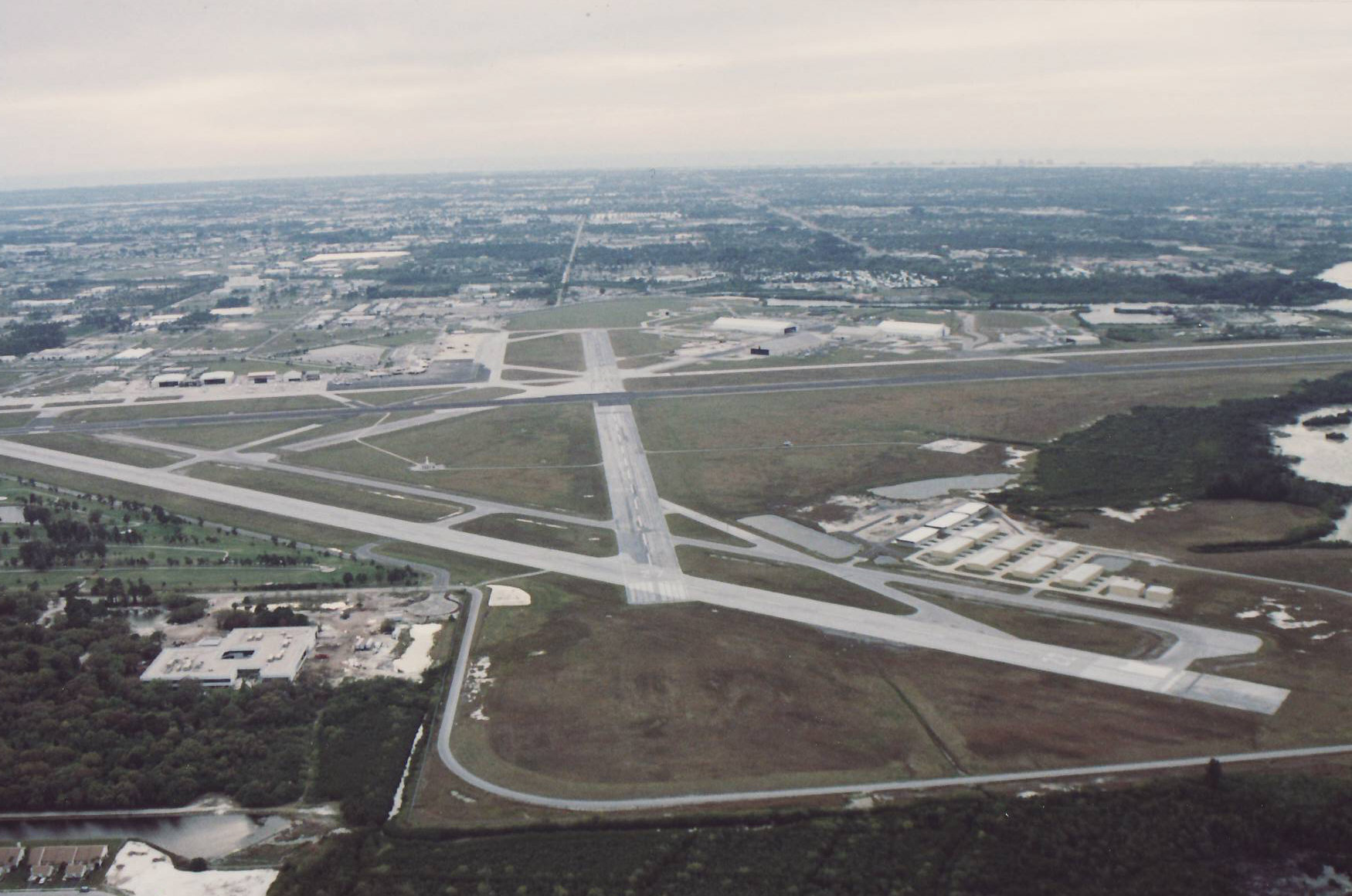
فرودگاه بین‌المللی سن پترزبورگ-کلیرواتر

این مقاله شامل فهرست فرودگاه‌های ناحیه خلیج تامپا است.

## فرودگاه‌های بین‌المللی

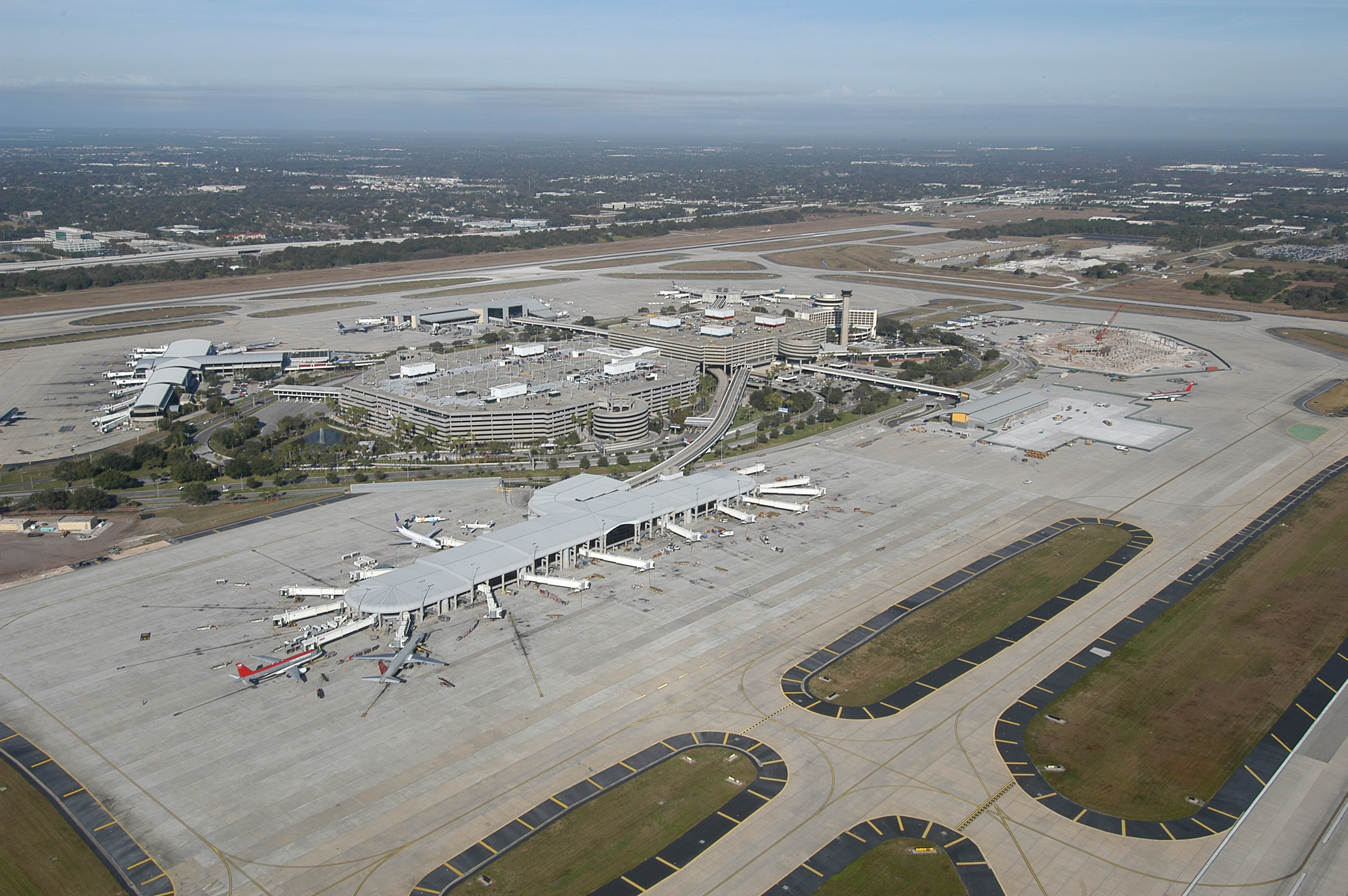
فرودگاه بین‌المللی تمپا

- فرودگاه بین‌المللی تمپا (یاتا: TPA، ایکائو: KTPA)
- فرودگاه بین‌المللی ساراستابردنتن (یاتا: SRQ، ایکائو: KSRQ): واقع‌شده در بین برادنتون، فلوریدا و ساراسوتا، فلوریدا.
- فرودگاه بین‌المللی سن پترزبورگ-کلیرواتر (یاتا: PIE، ایکائو: KPIE); واقع‌شده در بین سن پترزبورگ، فلوریدا و کلیرواتر، فلوریدا.

## فرودگاه‌های همگانی
- فرودگاه آلبرت وهیتد (یاتا: SPG، ایکائو: KSPG) واقع‌شده در نزدیکی Downtown St. Petersburg.
- فرودگاه شهری بارتوو (یاتا: BOW، ایکائو: KBOW) واقع‌شده در بارتاو، فلوریدا.
- محله هوایی کلیرواتر (یاتا: CLW، ایکائو: KCLW) واقع‌شده در کلیرواتر، فلوریدا.
- فرودگاه کریستال ریور (ایکائو: KCGC، موقعیت‌یاب اف‌آآ: CGC) واقع‌شده در کریستال ریور، فلوریدا.
- فرودگاه شهرستان هرناندو (ایکائو: KBKV، موقعیت‌یاب اف‌آآ: BKV) is located near بروکس‌ویل، فلوریدا.
- فرودگاه لیکلند لیندر ریجنل (یاتا: LAL، ایکائو: KLAL) واقع‌شده در لیک‌لند، فلوریدا.
- فرودگاه شهری لیک ولز (موقعیت‌یاب اف‌آآ: X07) واقع‌شده در لیک ویلز، فلوریدا.
- فرودگاه پیتر او. نایت (یاتا: TPF، ایکائو: KTPF) is located near Downtown Tampa.
- فرودگاه پلنت سیتی (ایکائو: KPCM، موقعیت‌یاب اف‌آآ: PCM) واقع‌شده در پلنت سیتی، فلوریدا.
- فرودگاه اجرایی تمپا (ایکائو: KVDF، موقعیت‌یاب اف‌آآ: VDF) واقع‌شده در نزدیکی تمپل تراس، فلوریدا.
- Tampa North Aero Park (موقعیت‌یاب اف‌آآ: X39) واقع‌شده در نزدیکی Wesley Chapel.
- فرودگاه شهری ونیز (فلوریدا) (یاتا: VNC، ایکائو: KVNC) واقع‌شده در ونیس، فلوریدا.
- فرودگاه وینتر هونتز گیلبرت (یاتا: GIF، ایکائو: KGIF) واقع‌شده در نزدیکی وینتر هیون، فلوریدا.
- فرودگاه شهری زفیرهیلس (یاتا: ZPH، ایکائو: KZPH) واقع‌شده در زفیرهیلز، فلوریدا.

## فرودگاه‌های نظامی

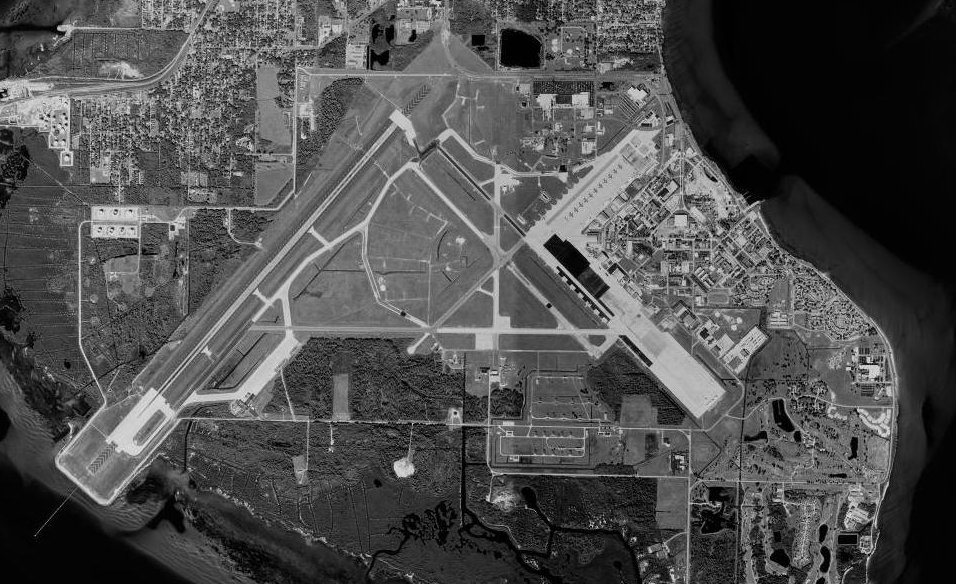
پایگاه نیروی هوایی مک‌دیل

- پایگاه نیروی هوایی مک‌دیل (ایکائو: KMCF، موقعیت‌یاب اف‌آآ: MCF)

## فرودگاه‌های تعطیل‌شده
- فرودگاه اجرایی خلیج تامپا: در سال ۲۰۰۴ میلادی تعطیل شد.